# Discografia degli 883
La discografia degli 883, gruppo musicale italiano attivo dal 1989 al 2003, è composta da sei album in studio, un album di remix e cinque raccolte ufficiali, pubblicati tra il 1992 e il 2013.

## Album

### Album in studio
| Anno | Album |
| ---- | --- |
| 1992 | Hanno ucciso l'Uomo Ragno - Pubblicato: 10 febbraio 1992 - Etichetta: Fri Records - Formati: LP, musicassetta, CD          |
| 1993 | Nord sud ovest est - Pubblicato: 21 maggio 1993 - Etichetta: Fri Records - Formati: LP, musicassetta, CD                   |
| 1995 | La donna il sogno & il grande incubo - Pubblicato: 16 giugno 1995 - Etichetta: Fri Records - Formati: LP, musicassetta, CD |
| 1997 | La dura legge del gol! - Pubblicato: 18 giugno 1997 - Etichetta: Fri Records - Formati: LP, musicassetta, CD               |
| 1999 | Grazie mille - Pubblicato: 23 ottobre 1999 - Etichetta: S4 - Formati: CD, musicassetta                                     |
| 2001 | Uno in più - Pubblicato: 21 giugno 2001 - Etichetta: Wea International - Formati: CD, musicassetta, download digitale      |

### Album di remix
| Anno | Album                                                                                           |
| ---- | ----------------------------------------------------------------------------------------------- |
| 1994 | Remix '94 - Pubblicato: 29 aprile 1994 - Etichetta: Fri Records - Formati: LP, musicassetta, CD |

### Raccolta discografica
| Anno | Album |
| ---- | --- |
| 1998 | Gli anni - Pubblicato: 1 luglio 1998 - Etichetta: Fri Records - Formati: CD, musicassetta, download digitale                              |
| 2000 | Mille grazie - Pubblicato: 2000 - Etichetta: Warner Music Italy - Formati: CD                                                             |
| 2002 | Love/Life: l'amore e la vita al tempo degli 883 - Pubblicato: 8 novembre 2002 - Etichetta: Warner Music Italy - Formati: CD, musicassetta |
| 2005 | TuttoMax - Pubblicato: 10 giugno 2005 - Etichetta: Warner Music Italy - Formati: CD, download digitale                                    |
| 2013 | Collection: 883 - Pubblicato: 16 luglio 2013 - Etichetta: Warner Music Italy - Formati: CD, download digitale                             |

## Singoli
| Anno | Titolo                                   | Album di provenienza                 |
| ---- | ---------------------------------------- | ------------------------------------ |
| 1991 | Non me la menare                         | Hanno ucciso l'Uomo Ragno            |
| 1992 | 6/1/sfigato                              | Hanno ucciso l'Uomo Ragno            |
| 1992 | Hanno ucciso l'Uomo Ragno                | Hanno ucciso l'Uomo Ragno            |
| 1992 | S'inkazza (Questa casa non è un albergo) | Hanno ucciso l'Uomo Ragno            |
| 1992 | Con un deca                              | Hanno ucciso l'Uomo Ragno            |
| 1992 | Jolly Blue                               | Hanno ucciso l'Uomo Ragno            |
| 1993 | Sei un mito                              | Nord sud ovest est                   |
| 1993 | Nord sud ovest est                       | Nord sud ovest est                   |
| 1993 | Come mai                                 | Nord sud ovest est                   |
| 1993 | Ma perché                                | Nord sud ovest est                   |
| 1993 | Rotta x casa di Dio                      | Nord sud ovest est                   |
| 1994 | Nella notte                              | Nord sud ovest est                   |
| 1994 | Chiuditi nel cesso                       | Remix '94                            |
| 1995 | Senza averti qui                         | La donna il sogno & il grande incubo |
| 1995 | Tieni il tempo                           | La donna il sogno & il grande incubo |
| 1995 | Una canzone d'amore                      | La donna il sogno & il grande incubo |
| 1995 | Il grande incubo                         | La donna il sogno & il grande incubo |
| 1995 | Ti sento vivere                          | La donna il sogno & il grande incubo |
| 1995 | Gli anni                                 | La donna il sogno & il grande incubo |
| 1997 | Un giorno così                           | La dura legge del gol!               |
| 1997 | La regola dell'amico                     | La dura legge del gol!               |
| 1997 | Nessun rimpianto                         | La dura legge del gol!               |
| 1997 | La dura legge del gol                    | La dura legge del gol!               |
| 1997 | Se tornerai                              | La dura legge del gol!               |
| 1997 | Finalmente tu                            | La dura legge del gol!               |
| 1998 | Io ci sarò                               | Gli anni                             |
| 1998 | Andrà tutto bene ('58)                   | Gli anni                             |
| 1999 | Viaggio al centro del mondo              | Grazie mille                         |
| 1999 | Grazie mille                             | Grazie mille                         |
| 2000 | Nient'altro che noi                      | Grazie mille                         |
| 2000 | La regina del Celebrità                  | Grazie mille                         |
| 2001 | Bella vera                               | Uno in più                           |
| 2001 | La lunga estate caldissima               | Uno in più                           |
| 2001 | Come deve andare                         | Uno in più                           |
| 2001 | Uno in più                               | Uno in più                           |
| 2002 | Ci sono anch'io                          | Love/Life                            |
| 2002 | Quello che capita                        | Love/Life                            |

## Altri inediti
Nella discografia degli 883 esistono anche numerose canzoni non pubblicate sulle prime edizioni dei CD ma che hanno trovato posto, come bonus track, nelle edizioni speciali dei primi 4 album pubblicate nel 2000, denominate Edizione Straordinaria: Il problema, Lasciala stare, Aeroplano, L'ultimo bicchiere, Dimmi perché, Non 6 Bob Dylan, TPS. Il brano Dimmi perché era stato comunque già pubblicato nel 1996 nell'album Cecchetto Compilation, una raccolta di brani cantati da artisti lanciati da Claudio Cecchetto. Il brano Non 6 Bob Dylan era presente come ghost track alcuni minuti dopo la fine del brano Gli Anni, ultima traccia dell'album La donna, il sogno e il grande incubo versione cd, oltre che presente nella VHS La donna il sogno & gli altri video. Aeroplano fu "prestata" da Cecchetto a Caterina Rappoccio (nota con il solo nome di battesimo), giovanissima interprete che nel 1994 faceva parte dell'etichetta del noto produttore, che la portò alla ribalta al punto da farla associare a sè. Il riferimento agli 883, infatti, diviene noto solo in seguito alla pubblicazione del pezzo come bonus sull'edizione straordinaria di Nord Sud Ovest Est. In rete sono reperibili diverse versioni di Aeroplano, sia cantata dalla sola Caterina che in duetto con Max Pezzali o con Fiorello.